# Pontus Djanaieff
Pontus Alexander Djanaieff, född 14 januari 1967 i Floda, Västergötland, är en svensk kläddesigner och tidigare programledare i radio och TV, mest känd som en av medlemmarna i Hassangänget, som spelade in radioprogrammet Hassan.
Djanaieff är utbildad vid Beckmans designhögskola. Han blev senare programledare i ZTV, där han bland annat hade programmet Bacon, och var med i humorserien Pentagon samt i Fredrik Lindströms fiktiva dokumentär om 30-talsartisten Harry Viktor (spelad av Djanaieff). 2010 sågs han på Kanal 5 i inredningsprogrammet Roomservice. Djanaieff har även varit verksam som kläddesigner och gjort kostymer åt bland annat Cirkus Cirkör, haft inredningsuppdrag samt gjort mönster och byggt utställningar åt Ikea.